# Henri Borel

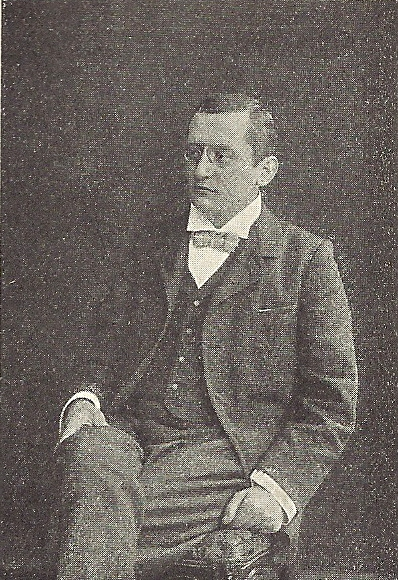
Henri Borel.

Henri Borel, född 23 november 1869 och död 31 augusti 1933, var en nederländsk författare.
Borel vistades 1849-99 i Nederländska Indien, och översatte för första gången till nederländska Konfucius, skrev flera arbeten om Kina och Indien, som Wijsheid en schoonheid uit China (1895) och Wijsheid en schooheid uit Indië (1905). Band Borels romaner och noveller märks Het jongetje (1898), Het recht der liefde (1901), samt Het daghet in den oosten (1910).